# Björn Granath
Björn Granath (Örgryte, 1946. április 5. – Stockholm, 2017. február 5.) svéd színész.

## Filmjei

### Mozifilmek
- Madicken, neked elment az eszed! (Du är inte klok, Madicken) (1979)
- Madicken a Június dombról (Madicken på Junibacken) (1980)
- Hódító Pelle (Pelle erobreren) (1987)
- Az ökör (Oxen) (1991)
- Legjobb szándékok (Den goda viljan) (1992)
- Jeruzsálem (Jerusalem) (1996)
- A sas szemével (Ørnens øje) (1997)
- A megtalált paradicsom (Et hjørne af paradis) (1997)
- Hűtlenek (Trolösa) (2000)
- Fehér, mint a hó (Så vit som en snö) (2001)
- Könyörtelenek (Ondskan) (2003)
- Felnőttek (Les grandes personne) (2008)
- A tetovált lány (Män som hatar kvinnor) (2009)
- Zajháborítók (Sound of Noise) (2010)
- Az amerikai (The American) (2010)
- Az utolsó mondat (Dom över död man) (2012)
- Jön Harold! (Her er Harold) (2014)

### Tv-filmek
- Fáklyák (Facklorna) (1991)
- Az anyajegyes nő (Kvinna med födelsemärke) (2001)

### Tv-sorozatok
- Madicken, neked elment az eszed! (Madicken) (1979, hat epizódban)
- Az ifjú Indiana Jones kalandjai (The Young Indiana Jones Chronicles) (1993, egy epizódban)
- A híd (Bron/Broen) (2015, három epizódban)